# 메노다케촌
메노다케촌(米野岳村)은 일본 구마모토현 가모토군에 설치되었던 촌이다. 현재의 야마가시의 일부에 해당한다.